# Lucette Taero
Lucette Taero, née le 26 mars 1957 à Papeete, est une personnalité politique polynésienne.

## Biographie
Devenue institrutrice (École normale de Pirae), elle devient en 1978 maîtresse d'application (conseillère des normaliens en formation) à l'Ecole Tuterai Tane. En 1997, elle se diplôme en psychologie scolaire à l'Université de Bordeaux, puis obtient une licence de psychologie à l'université de Nice en 1992.
En 1993, sur demande de Gaston Flosse, elle prend la direction de la Délégation à la condition féminine, après son expérience dans la fondation, puis la direction du Centre territorial des droits de la femme et de la famille en 1990 (qu'elle dirige en 1991). En 1996, elle rejoint le Tahoeraa Huiraatira et devient ministre de l'Emploi pars avoir été élue conseillère. Réélue en 2001, elle devient présidente de l'Assemblée de Polynésie française, par 29 voix contre 13, devenant la première présidente de cette Assemblée. Elle est réélue en 2002 et en 2003, jusqu'à la dissolution du 2 avril 2004. Elle n'est pas réélue représentante en 2004 et elle s'éloigne du parti orange de Gaston Flosse. De 2001 à 2008, elle est maire déléguée d'Afareaitu (Moorea-Maiao).